# Takashi Amano
Takashi Amano (jap. 天野 尚 Amano Takashi; * 18. Juli 1954 in Maki, Nishikambara-gun (heute Nishikan-ku, Niigata), Japan; † 4. August 2015 ebenda) war ein japanischer Fotograf, Designer, Autor, Radrennfahrer und Aquarianer. Er hatte sich insbesondere auf das Gestalten und Fotografieren von Aquarien spezialisiert.

## Leben und Leistungen
Amano gilt als eine der einflussreichsten Persönlichkeiten innerhalb der Aquaristik und prägte wesentlich das sogenannte Naturaquarium. Auf ihn ist zurückzuführen, dass sich die japanische Gartenkunst als gestalterisches Element auch in der Bepflanzung und Gestaltung von Aquarien durchsetzte. Typisch für ihn waren asymmetrische Arrangements von Wasserpflanzen mit Steinen und Holzwurzeln. Er griff dabei Gestaltungselemente des Zen-Buddhismus auf. Seine Philosophie war, besonders attraktive Lebensräume zu gestalten. Ziel war es für ihn nicht, Vorbilder aus der Natur exakt nachzubilden, sondern vorstellbare Biotope mit den Mitteln des Aquascaping zu gestalten. So kombinierte Amano beispielsweise Pflanzen, die aus unterschiedlichen Kontinenten stammen, und vergesellschaftete Lebewesen, deren Lebensräume sich in der freien Natur nicht überschneiden.

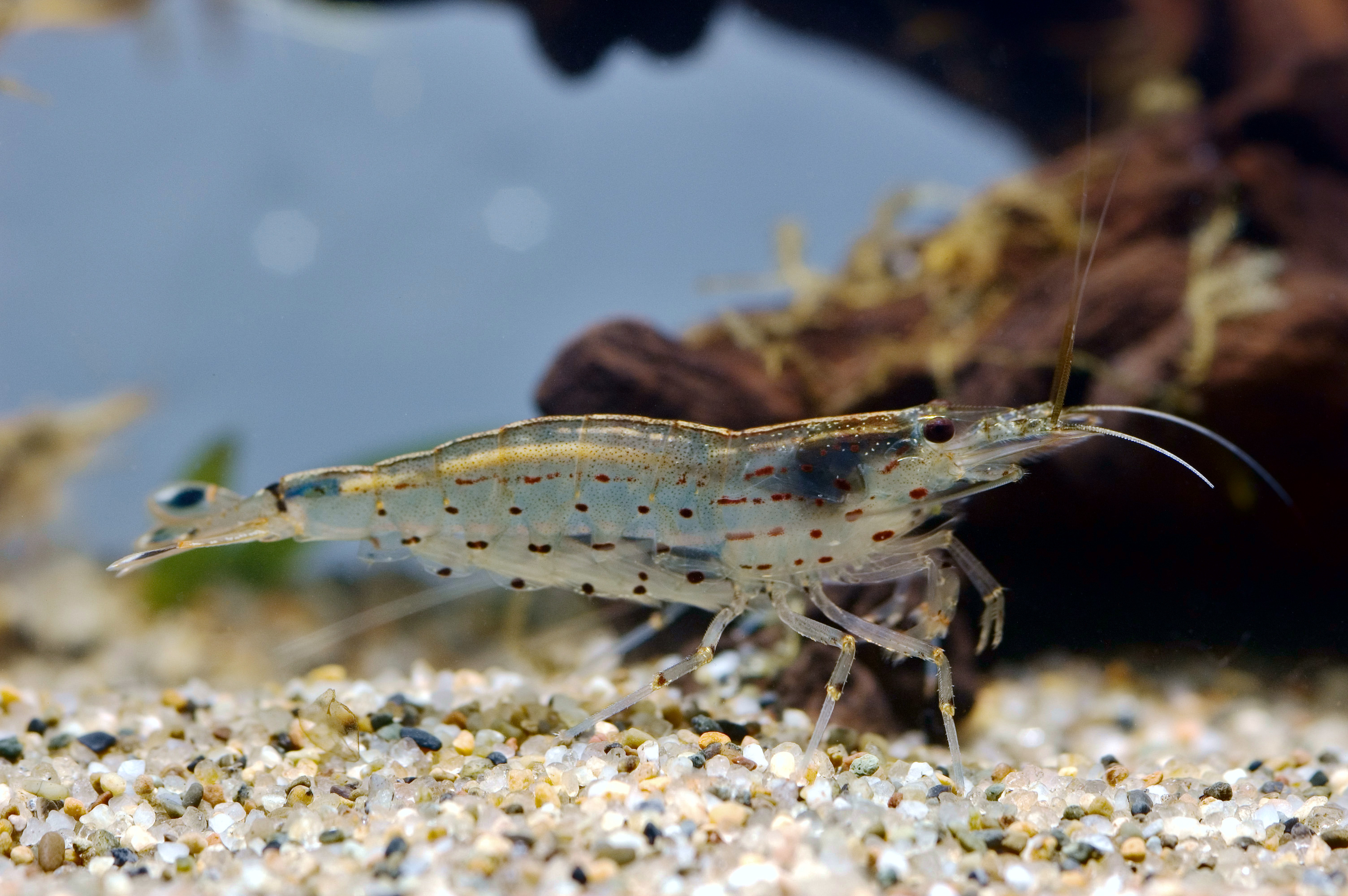
Die nach Amano benannte Yamatonuma-Garnele

In seinen Gesellschaftsaquarien spielten auch Wirbellose eine große Rolle. Auf ihn ist beispielsweise die Etablierung der Amano-Garnele in der Aquaristik zurückzuführen. Daneben setzte er häufig Ohrgitterwelse zur Algenbekämpfung ein. Als Pflanzen setzte er bevorzugt Australisches Zungenblatt (Glossostigma elatinoides) und Flutendes Teichlebermoos (Riccia fluitans) ein.
Amano brachte mit seiner Firma Aqua Design Amano, kurz ADA, eigene Aquarienprodukte heraus. Neben Zubehör zum Bepflanzen der Becken legte er bei seinen Produkten Wert darauf, dass sie sich möglichst unauffällig und harmonisch in das Naturaquarium einfügen und somit den Blick auf die Pflanzengestaltung nicht stören. Deshalb sind beispielsweise einige seiner Aquarien aus Vollglas, mit transparenter Silikonverklebung, oder mit CO2-Messvorrichtungen aus durchsichtigem Glas.
Amano war Begründer des International Aquatic Plants Layout Contest (IAPLC), einem Wettbewerb, bei dem Naturaquarien-Designs prämiert werden.
Takashi Amano verstarb am 4. August 2015 an einer Lungenentzündung.

## Publikationen
- Pflanzenparadiese unter Wasser. Japanische Gärten im Aquarium. Naturbuch-Verlag, Augsburg 1994, ISBN 978-3-89440-116-0.
- Natural Aquarium World. TFH Publications, Neptune City 1994, ISBN 978-0-7938-0089-6.
- Pflanzenparadiese unter Wasser. Das Naturaquarium I. Naturbuchverlag, Augsburg 1994, ISBN 3-89440-116-8.
- Faszinierendes Aquarium. Landschaften unter Wasser. Naturbuchverlag, Augsburg 1996, ISBN 978-3-89440-224-2.
- Amanos Naturaquarien. Wasserpflanzenparadiese und die Welt der Salmler. bede-Verlag, Ruhmannsfelden 1997, ISBN 978-3-931792-08-4.
- Nature Aquarium World – Book 2. TFH Publications, Neptune City 1997, ISBN 978-0-7938-2077-1.
- Nature Aquarium World – Book 3. TFH Publications, Neptune City 1997, ISBN 978-0-7938-2078-8.
- Ihr Hobby, Naturaquarien. bede-Verlag, Ruhmannsfelden 1998, ISBN 978-3-931792-68-8.
- Das große Buch der Naturaquarien. bede-Verlag, Ruhmannsfelden 1998, ISBN 978-3-931792-80-0.
- mit Bernd Degen: Ratgeber Diskus im Naturaquarium. Wasserpflanzenparadiese und die Welt der Diskus. bede-Verlag, Ruhmannsfelden 1998, ISBN 978-3-931792-81-7.
- Aquarium Plants Paradise. TFH Publications, Neptune City 1999, ISBN 0-7938-0518-X.
- Naturaquarien. Das komplette Werk 1985–2009. Dähne, Ettlingen 2010, ISBN 978-3-935175-66-1.